# Jennifer Stone
Jennifer Lindsay Stone (* 12. únor 1993, Arlington, Texas, USA) je americká herečka, která se nejvíce proslavila rolí Harper Finkle v Disney Channel seriálu Kouzelníci z Waverly a hlavní rolí ve filmu Válka blogerek.

## Počátky
Narodila se v texaském Arlingtonu a už od šesti let vystupovala v divadlech. V šesti letech pak podepsala smlouvu s filmovou agenturou.

## Kariéra
Před kamerou se poprvé objevila v roce 2003, kdy se představila ve filmu Vysloužilí lvi. Za roli získala nominaci na cenu Young Artist Award. Následně se objevila v několika seriálech, ke kterým patří Dr. House nebo Beze stopy, než se dočkala velké role Harper Finkleové v seriálu Kouzelníci z Waverly, po boku se Selenou Gomezovou, Davidem Henriem a Jake T. Austinem.
V roce 2009 propůjčila svůj hlas pro film Táta v trapu. Pro dvě epizody propůjčila svůj hlas seriálu Phineas a Ferb. V roce 2010 získala hlavní roli ve filmu Válka blogerek. V roce 2011 se objevila jako Abby Hanover v televizním filmu Protivný sprostý holky 2. V roce 2013 se objevila v televizním speciálu Návrat kouzelníků: Alex versus Alex, kde si znovu zahrála roli Harper.

## Ocenění
Za své role v seriálech Dr. House a Kouzelníci z Waverly a ve filmu Vysloužilí lvi byla třikrát nominována na Young Artist Award v letech 2004, 2006 a 2008. Ani jednou však cenu nezískala. V roce 2012 byla nominovaná na cenu Nickelodeon Kids' Choice Award za roli v seriálu Kouzelníci z Waverly. Cenu také nezískala.

## Filmografie
| Rok  | Název                | Role         | Poznámky |
| ---- | -------------------- | ------------ | -------- |
| 2003 | Vysloužilí lvi       | Martha       |          |
| 2013 | Nothing Left to Fear | Mary         |          |
| 2019 | Santa Girl           | Cassie Claus |          |
| TBA  | The Perfect Night    | Sloane       |          |

### Televize
| Rok       | Název                               | Role                   | Poznámky                        |
| --------- | ----------------------------------- | ---------------------- | ------------------------------- |
| 2004      | Line of Fire                        | Lily O'Donnell         | díl: „Mother and Child Reunion" |
| 2005      | Dr. House                           | Jessica Simms          | díl: „Těžká váha“               |
| 2005      | Beze stopy                          | Brittany               | díl: „Nevinní“                  |
| 2007–2012 | Kouzelníci z Waverly                | Harper Finkle          | hlavní role, 91 dílů            |
| 2009      | Phineas a Ferb                      | Amanda (hlas)          | 2 díly                          |
| 2009      | Táta v pasti                        | Debbie                 | TV film                         |
| 2009      | Kouzelníci z Waverly: Film          | Harper Finkle          | TV film                         |
| 2010      | Válka blogerek                      | Herriet M. Welsh       | TV film                         |
| 2011      | Protivný sprostý holky 2            | Abby Hanover           | TV film                         |
| 2011–2012 | Generator Rex                       | Beverly Holiday (hlas) | Vedlejší role                   |
| 2012      | Pair of Kings                       | Priscilla              | díl: „Make Dirt, Not War“       |
| 2012–2013 | Deadtime Stories Tv Series          | Chůva                  | 5 dílů                          |
| 2013      | Tělo jako důkaz                     | Hannah                 | díl: „Lost Souls“               |
| 2013      | Návrat kouzelníků: Alex versus Alex | Harper Finkle          | TV speciál                      |
| 2014      | High School Possession              | Chloe Shea             | TV film                         |
| 2017      | Nasty Habits                        | Rachel                 | díl: „The Smallest Fuck Up“     |